# Maurice Gérard (homme politique, 1900-1977)
Pour les articles homonymes, voir Maurice Gérard et Gérard.
Maurice Gérard, né le 17 septembre 1900 à Loudéac (Côtes-du-Nord) et mort le 16 février 1977 à Nice (Alpes-Maritimes), est un homme politique français.

## Biographie
Il est élu au Conseil de la République,.